# Anopsobiella dawydoffi
Anopsobiella dawydoffi är en mångfotingart som först beskrevs av Carl Graf Attems 1938.  Anopsobiella dawydoffi ingår i släktet Anopsobiella och familjen fåögonkrypare.
Artens utbredningsområde är Vietnam. Inga underarter finns listade i Catalogue of Life.